# Chiny
Chiny (in vallone Tchini) è un comune belga di 5 021 abitanti, situato nella provincia vallona del Lussemburgo.